# Jamba (Cuando Cubango)
Jamba is een stad (vila en comuna) in de Angolese provincie Cuando Cubango, nabij de grens met Namibië.
In Jamba was tussen 1976 en 1992 het hoofdkwartier van de rebellenbeweging UNITA gevestigd.